# Редфорд (Техас)
Редфорд (англ. Redford) — переписна місцевість (CDP) в США, в окрузі Пресидіо штату Техас. Населення — 43 особи (2020).

## Географія
Редфорд розташований за координатами 29°26′2″ пн. ш. 104°10′37″ зх. д. / 29.43389° пн. ш. 104.17694° зх. д. (29.433775, -104.177072).  За даними Бюро перепису населення США в 2010 році переписна місцевість мала площу 19,27 км², з яких 19,24 км² — суходіл та 0,02 км² — водойми.

## Демографія
Згідно з переписом 2010 року, у переписній місцевості мешкало 90 осіб у 37 домогосподарствах у складі 23 родин. Густота населення становила 5 осіб/км².  Було 77 помешкань (4/км²).
Расовий склад населення:
| - 76,7 % — білих - 10,0 % — корінних американців - 7,8 % — осіб інших рас |

До двох чи більше рас належало 5,6 %. Частка іспаномовних становила 90,0 % від усіх жителів.
За віковим діапазоном населення розподілялося таким чином: 31,1 % — особи молодші 18 років, 43,3 % — особи у віці 18—64 років, 25,6 % — особи у віці 65 років та старші. Медіана віку мешканця становила 42,5 року. На 100 осіб жіночої статі у переписній місцевості припадало 104,5 чоловіків;  на 100 жінок у віці від 18 років та старших — 82,4 чоловіків також старших 18 років.
Цивільне працевлаштоване населення становило 10 осіб. Основні галузі зайнятості: транспорт — 100,0 %.